# Cantó de Compiègne-Sud-Oest

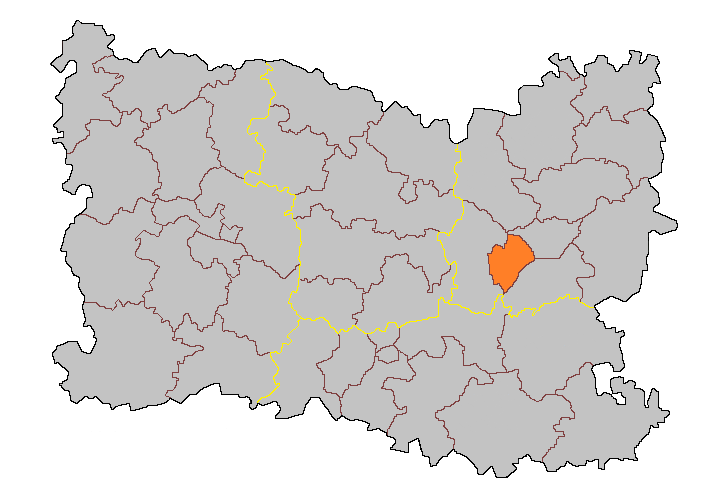
Localització del cantó.

El cantó de Compiègne-Sud-Oest és un cantó francès del departament de l'Oise, situat al districte de Compiègne. Té sis municipis i el cap és Compiègne.

## Municipis
- Armancourt
- Compiègne (part)
- Jaux
- Jonquières
- Le Meux
- Venette

## Història
| Data d'elecció                           | Identitat         | Partit | Qualitat |
| ---------------------------------------- | ----------------- | ------ | -------- |
| 1973-2001                                | Michel Lemaire    | PS     |          |
| 2001-                                    | François Ferrieux | PS     |          |
| les dades anteriors no són pas conegudes |                   |        |          |
|                                          |                   |        |          |